# 한국기계연구원
한국기계연구원(韓國機械硏究院, Korea Institute of Machinery & Materials ; KIMM)은 기계분야의 연구개발, 성과확산, 신뢰성평가 등을 통해 국가 및 산업계의 발전에 기여하기 위해 설립된 과학기술정보통신부 산하 정부출연연구기관이다. 

## 연혁
- 1976년: 한국기계금속시험연구소(현 기계(연)의 모태) 개소
- 1979년: 한국정밀기기센터 흡수·통합
- 1981년: 한국선박연구소와 통합 및 한국기계연구소로 이름 변경
- 1989년: 부설연구소로 해사기술연구소 및 항공우주연구소(현 한국항공우주연구원의 모태) 설립
- 1992년: 한국기계연구원 개칭
- 1996년: 항공우주연구소 독립
- 1999년: 한국해양연구소와 업무이관
- 2010년: 부설 재료연구소 설립
- 2010년: 대구센터 설립
- 2013년: 부산센터 설립
- 2017년: 과학기술정보통신부 산하로 소관부처 변경
- 2020년: 한국재료연구원 독립

## 조직
- 이사회
- 원장
- 부원장
  - 자율제조연구소 
    - 반도체장비연구센터
    - 초정밀장비연구실
    - 광응용장비연구실
    - 3D프린팅장비연구실

  - 탄소중립기계연구소
    - 액화수소플랜트연구센터
    - 히트펌프연구센터
    - 에너지저장연구실
    - 김해LNG극저온시험인증센터

  - AI로봇연구소  
    - 첨단로봇연구센터
    - 인공지능기계연구실
    - 바이오기계연구실
    - (대구융합기술연구센터)

  - 나노융합연구본부
    - 나노리소그래피연구센터
    - 나노디스플레이연구실
    - 이차전지장비연구실

  - 친환경에너지연구본부
    - 도시환경연구실
    - 무탄소발전연구실
    - 자원순환연구실
    - 친환경모빌리티연구실

  - 가상공학플랫폼연구본부
    - 가상공학연구센터
    - 산업기계DX연구실
    - 신뢰성연구실

  - 부산기계기술연구센터
    - 레이저기술실용화연구실
    - 자동차부품실용화연구실
    - 원전기기검증연구실

  - 대구융합기술연구센터
    - 의료기계연구실
    - 의료로봇연구실

  - KIMM스쿨
  - 성과확산본부
    - 기술사업화실
    - 기업지원실
    - 연구운영실

  - 기획본부
    - 기획예산실
    - 인재개발실
    - 재무회계실
    - 정보전산실

  - 행정본부
    - 인재경영실
    - 총무복지실
    - 안전보건실
    - 구매자산실
    - 시설보안실

  - 감사청렴부
  - 기계정책센터
  - 대외협력실